# 延岡インターアクセス道路

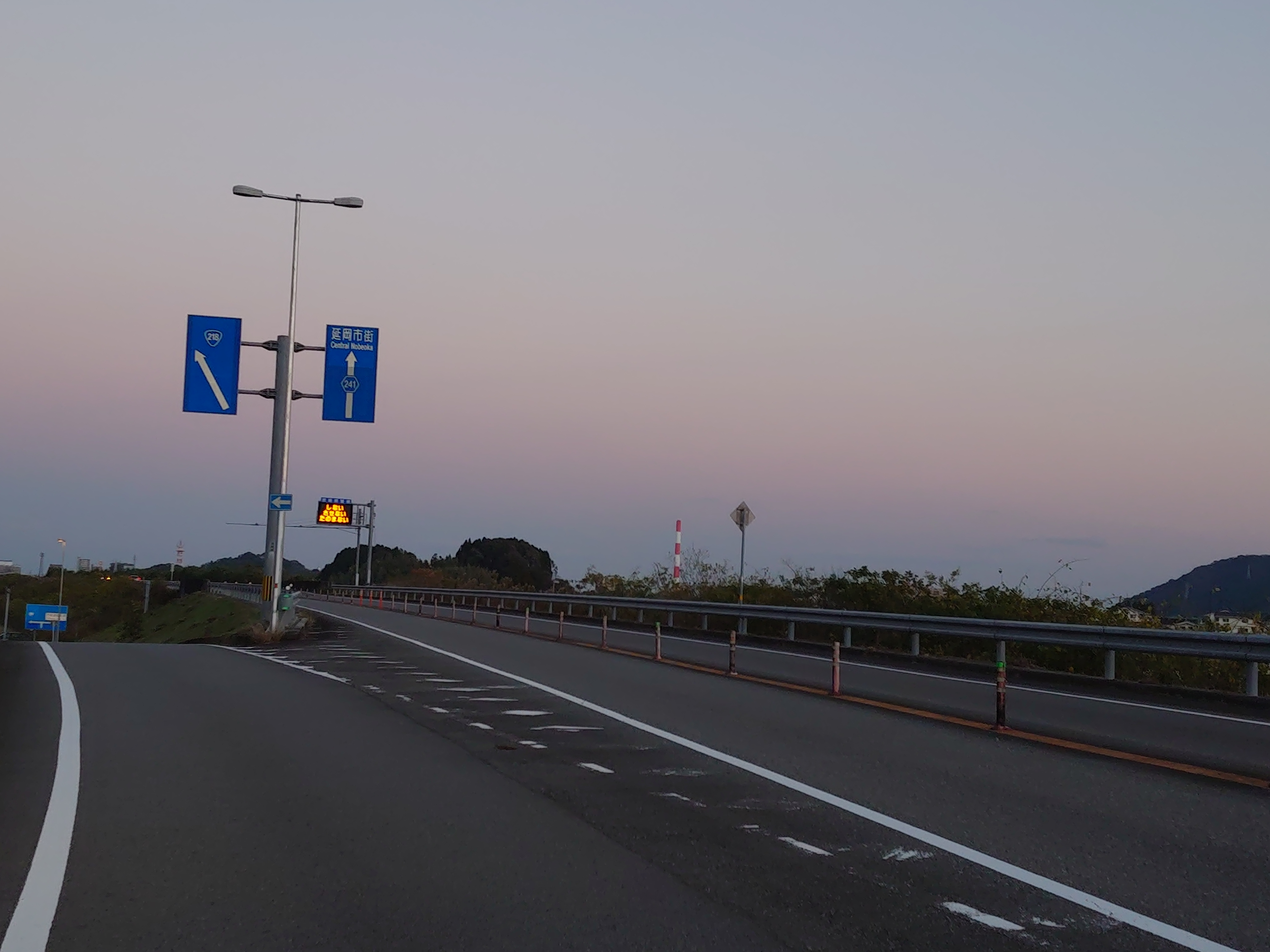
延岡市天下町

延岡インターアクセス道路（のべおかインターアクセスどうろ）は、宮崎県延岡市天下町から、同市大貫町に至る延長約3 kmの地域高規格道路である。宮崎県道241号延岡インター線に指定されている。2005年（平成17年）4月23日に暫定2車線で全線開通した。

## 概要
- 構造：第3種第1級
- 設計速度：60 - 80 km/h
- 車線数：4車線（暫定2車線）

## インターチェンジなど
- 延岡IC（E10 東九州自動車道（延岡道路）、E77 九州中央自動車道（北方延岡道路））
- 延岡市野田町ランプ（延岡IC方面のみ）（国道218号（松山橋経由））
- 延岡市野地町五丁目（延岡市街地方面のみ）
- 延岡市大貫町（宮崎県道16号稲葉崎平原線（支線））

## 歴史
- 2005年（平成17年）4月23日 : 暫定2車線で全線開通